# Strada statale 188 dir/B Centro Occidentale Sicula
La strada statale 188 dir/B Centro Occidentale Sicula (SS 188 dir/B) era una strada statale italiana che collegava la SS 188 con Sciacca.
Si trattava di una diramazione della SS 188 che si distaccava all'altezza di Portella Misilbesi per proseguire in direzione sud, raggiungendo Sciacca.

## Storia
La strada statale 188 dir/B venne istituita nel 1953 con il seguente percorso: "Portella Misilbesi - Sciacca."
Il tratto compreso tra il bivio San Bartolo e Sciacca, fu inserito nel tratto ammodernato della strada statale 115 Sud Occidentale Sicula, mentre nel 1989 con l'istituzione della strada statale 624 Palermo-Sciacca, il rimanente tratto, da Portella Misilbesi al Bivio San Bartolo, è stato integrato nella nuova strada statale, completando la riclassificazione dell'infrastruttura.